# Andrew Volstead

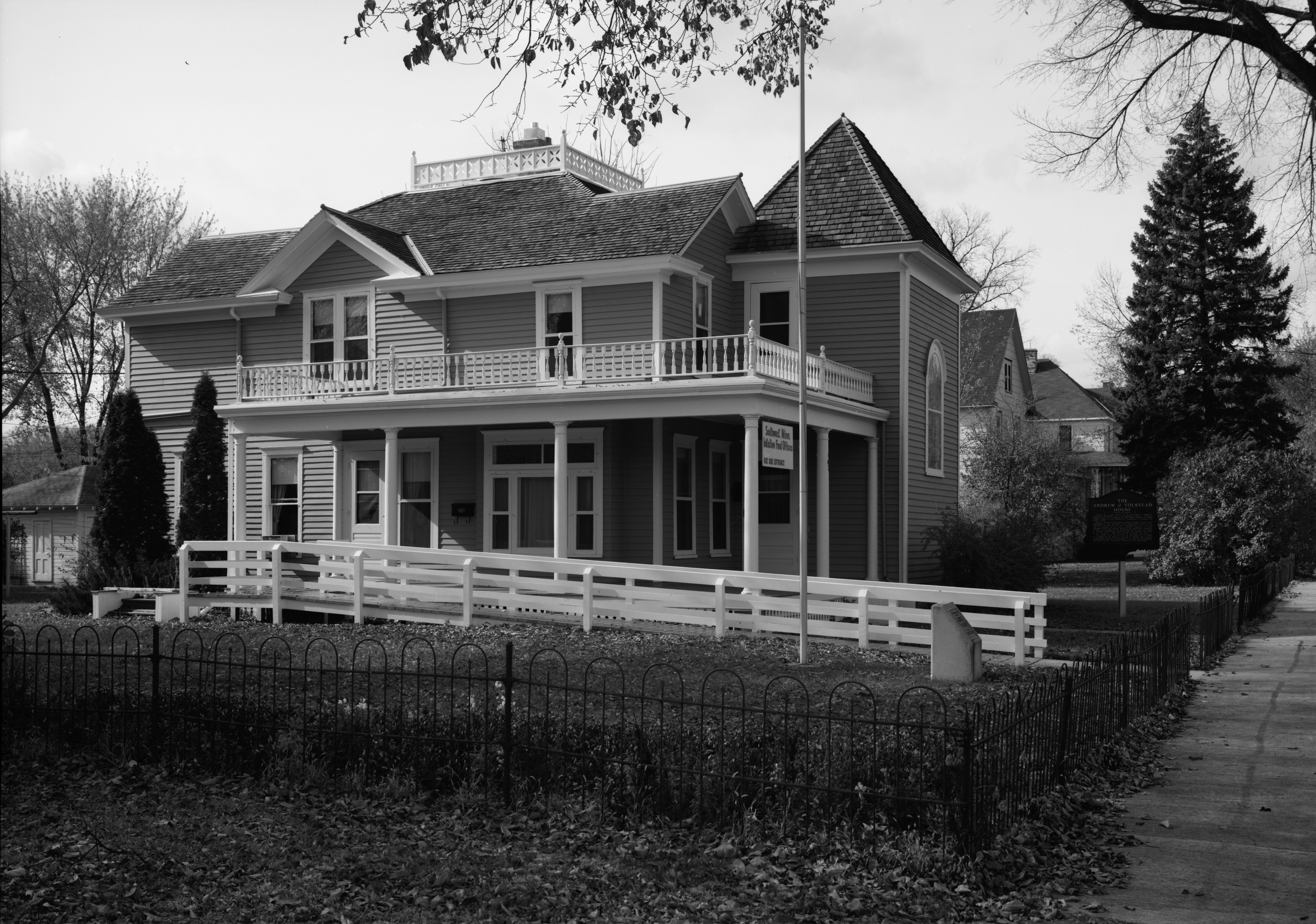
Volsteads hus i Granite Falls, Minnesota.

Andrew John Volstead, född 31 oktober 1860 i Kenyon, Minnesota, död 20 januari 1947 i Granite Falls, Minnesota, var en amerikansk jurist och republikansk politiker samt ledamot av USA:s representanthus mellan åren 1903 och 1923, där han representerade delstaten Minnesotas 7:e distrikt. Föräldrarna var immigranter från Norge. Volstead var helnykterist och har gått till historien som upphovsman till den rikstäckande lag om totalt rusdrycksförbud som antogs 1919 av en två-tredjedels majoritet av USA:s kongress och som formellt torrlade USA från 1920 fram till 1933. Lagen, vars egentliga namn var National Prohibition Act, benämns ofta informellt som The Volstead Act efter sin upphovsman. Efter att ha förlorat sin plats i kongressen genom en valförlust 1922 återvände han till sin hemstad och verkade där som advokat till sin död.